# Pseudorectes ferrugineus
Pseudorectes ferrugineus là một loài chim trong họ Pachycephalidae.